# 배스킷볼 아레나

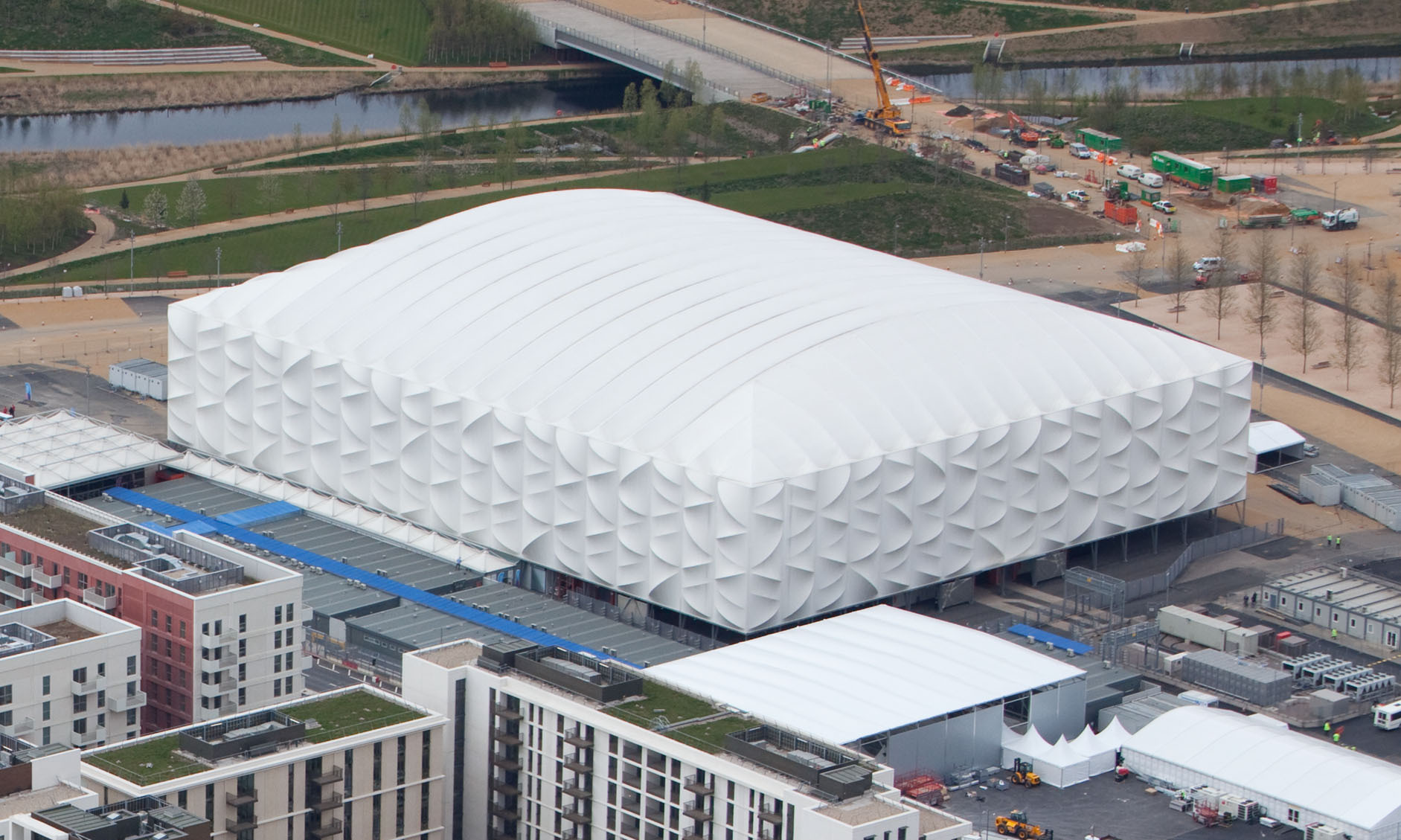
배스킷볼 아레나

배스킷볼 아레나(영어: Basketball Arena)는 영국 런던 스트랫퍼드 퀸 엘리자베스 올림픽 공원 내에 있는 농구 경기 시설이다.